# Juli Calè
Juli Calè (en llatí: Julius Calenus) va ser un gal de la tribu dels hedus que va ser tribú de l'exèrcit de Vitel·li.
Després de la batalla de Cremona l'any 69, en la qual l'exèrcit de Vitel·li va ser derrotat per Antoni Prim, Juli Calè va ser enviat a la Gàl·lia com a demostració de la derrota. S'han trobat dues inscripcions en territori dels hedus, una a Aigües Bormònies i una a Augustodúnum, indiquen que tenia un germà, Gai Juli Pròcul, i eren fills de Gai Juli Magne i nets de Gai Juli Eporedòrix.